# Partido judicial de Castrojeriz

Partido de Castrojeriz al oeste de la provincia

El Partido de Castrojeriz es una comarca de la provincia de Burgos en Castilla y León (España). Se sitúa al oeste de la provincia.

## Historia
Uno de los catorce partidos que formaban la Intendencia de Burgos, durante el periodo comprendido entre 1785 y 1833, en el Censo de Floridablanca de 1787

### Pueblos solos
Comprendía 31 villas, 12 lugares, 2 granjas y 2 despoblados, que pertenecen a los municipios burgaleses de Arenillas de Riopisuerga, Los Balbases, Belbimbre, Castellanos de Castro, Castrojeriz (4), Grijalba, Hontanas, Las Hormazas, Isar (2), Itero del Castillo, Manciles, Melgar de Fernamental (2), Padilla de Abajo, Padilla de Arriba, Pedrosa del Páramo, Pedrosa del Príncipe, Revilla-Vallejera (2), Sasamón (6), Tobar, Valle de Santibáñez, Vallegera, Villamedianilla, Villaquirán de la Puebla, Villasandino, Villazopeque y Villegas (2); y a los palentinos de Astudillo, Cordovilla (2), Valbuena de Pisuerga (2), Valtierra de Ríopisuerga y Villodrigo.

### Villas
| - Arenillas de Riopisuerga, de realengo. - Astudillo, de señorío. - Los Balbases, de señorío. - Belbimbre, de señorío. - Castellanos, de realengo. - Castrillo de Murcia, de realengo. - Castrojeriz, de señorío. - Cordovilla, de realengo. - Grijalba, de realengo. - Hontanas, de realengo - Las Hormazas, de realengo. - Itero del Castillo, de señorío. - Melgar de Fernamental, de señorío. - Olmillos, de señorío. - Padilla de Abajo, de señorío. | - Padilla de Arriba, de realengo. - Pedrosa del Príncipe, de realengo. - Revilla-Vallejera, de realengo. - Sasamón, de realengo. - Tobar, de señorío. - Vallejera, de señorío. - Villabeta, de señorío. - Villasandino, de señorío. - Villasidro, de realengo. - Villasilos, de realengo. - Villazopeque, de señorío. - Villegas, de realengo. - Villodrigo, de realengo. - Vizmalo, de señorío. - Yudego y Villandiego, de realengo. |  |

### Lugares
| - Cañizar de los Ajos, de realengo. - Citores del Páramo, de realengo. - Hinestrosa, de realengo. - Hontanas, de realengo. - Manciles, de realengo. - Mansilla, de realengo. - Pedrosa del Páramo, de realengo. | - San Cebrián de Buena Madre, de señorío. - Valbuena de Ríopisuerga, de realengo. - Valtierra de Ríopisuerga, de realengo. - Villamedianilla, de realengo. - Villaquirán de la Puebla, de realengo. - Villorejo, de realengo. |  |

### Granjas
- Valbuenilla de realengo.
- Villamar de realengo.

### Barrios
- Santa María del Manzano de señorío, barrio de Castrojeriz.
- Villamorón de realengo, barrio de Villegas.

### Despoblados
- San Pedro Melgarejo, en el término de Villasandino, de señorío
- Villandrando de abadengo, en el término de Cordovilla.

## Otras jurisdicciones, valles y cuadrillas.
También formaban parte:
- Jurisdicción de Haza de Siero, con la villa de Villaescusa del Butrón, 19 lugares y 2 barrios.
- Valle y Cuadrilla de Santibáñez, con 2 villas, 5 lugares y 2 barrios.

## Demografía
En el año 2006 contaba, el apartado de pueblos solos, con 9.146 habitantes, correspondiendo 1.449 a la actual provincia de Palencia y los restantes, 8.416, a la de Burgos. Lalocalidad más poblada era Melgar (1.749) seguida de Astudillo (1.163) y Castrojeriz (579)
El conjunto del partido contaba en 2006 con  habitantes, correspondiendo a la actual provincia de Palencia y los restantes a la de Burgos, conforme al siguiente detalle:
| # | Subdivisión                     | Palencia | Burgos | Suma   |
| - | ------------------------------- | -------- | ------ | ------ |
| 1 | Pueblos solos                   | 1.449    | 8.416  | 9.146  |
| 2 | Jurisdicción de Haza de Siero   |          | 597    | 597    |
| 3 | Valle y Cuadrilla de Santibáñez |          | 785    | 785    |
|   | Partido de Villadiego           | 1.449    | 9.798  | 11.247 |

## Partido Judicial
El Partido Judicial de Castrojeriz, se crea originariamente en el año año 1834, estando formado por 50 pueblos  y 49 municipios, con una población de 16.747 habitantes. 
Todos los pueblos forman un municipio, excepto Castrillo Mota de Judíos considerado como barrio de Castrojeriz, que en 1843 ya había creado su propio ayuntamiento (entonces con el nombre de Castrillo Matajudíos). En este mismo año Yudego y Villandiego se juntan para formar un nuevo ayuntamiento denominado Yudego y Villandiego. La relación completa figura en el Anexo: Partido de Castrojeriz

## Paulatina reducción del número de municipios
Antes de 1858 quedan suprimidos siete municipios, quedando 42 ayuntamientos con 24.193 habitantes, correspondiendo 2.646 a la cabecera: 
| # | Ayuntamiento               | habitantes | Se agrega a                 |
| - | -------------------------- | ---------- | --------------------------- |
| 1 | Manciles                   | 168        | Pedrosa del Páramo          |
| 2 | Pinilla de Arlanza         | 29         | Peral de Arlanza            |
| 3 | Santiuste                  | 81         | Pampliega                   |
| 4 | Torrepadierne              | 63         | Pampliega                   |
| 5 | Valtierra de Ríopisuerga   | 152        | Padilla de Abajo            |
| 6 | Villanueva de las Carretas | 134        | Villaquirán de los Infantes |
| 7 | Vizmalo                    | 178        | Revilla-Vallejera           |

El ayuntamiento de Pinilla de Arlanza queda agregado al municipio de Peral de Arlanza en el partido de Lerma.
Entre los años de 1858 y 1969 solo se extinguirá el municipio de Santa María del Manzano y Manciles vuelve a erigirse en ayuntamiento por segregación de Pedrosa del Páramo.

## Jurisdicción
OM. Órdenes Militares; R, Realengo; S, Señorío; SE, Señorío Eclesiástico (Abadengo); SS, Señorío Secular.